# Giorgio Polacco
Giorgio Polacco (12 de abril de 1875-30 de abril de 1960) fue director de la Ópera Metropolitana de 1915 a 1917 y de la Ópera Cívica de Chicago de 1921 a 1930.

## Biografía
Nace en Venecia, Italia el 12 de abril de 1875.
En 1915 asume el cargo de director  de la Ópera Metropolitana reemplazando a Arturo Toscanini, y permanece hasta 1917. En 1918  es contratado por la Asociación de Ópera del Chicago. Se casa con Edith Mason en 1919.
En 1921 es director de la Ópera Cívica de Chicago. En 1928 es hospitalizado con appendicitis.
Se divorcia de Edith Mason el 21 de julio de 1929 y se retira de la Ópera Cívica de Chicago en 1930.
El 15 de mayo de 1931 se vuelve a casar con Edith Mason, divorciandose de nuevo en 1937.
Polacco muere en Manhattan el 30 de abril de 1960.